# Artikel 231 i Versaillesfördraget

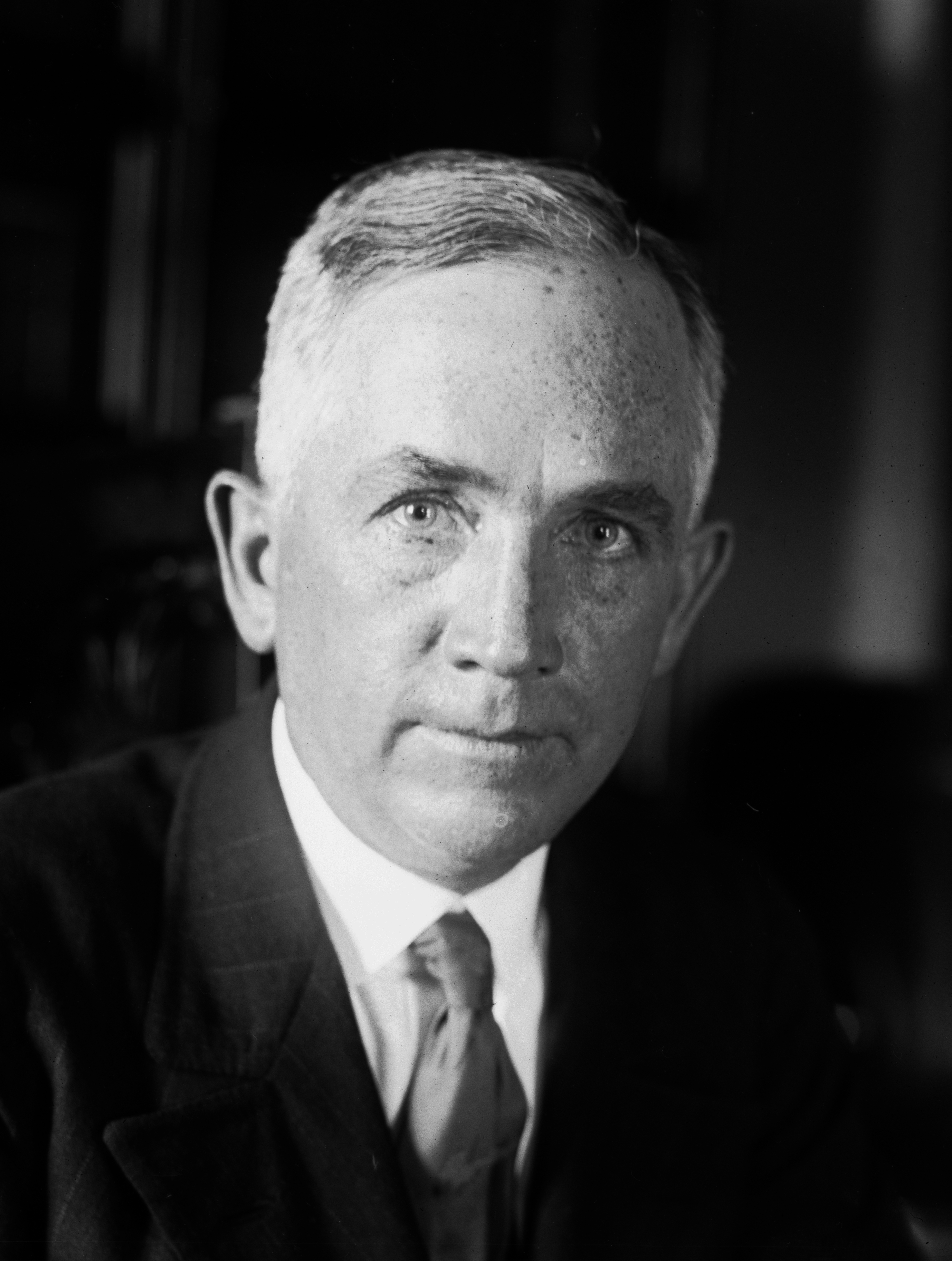
Den amerikanske diplomaten Norman Davis var författaren bakom Artikel 231 tillsammans med kollegan John Foster Dulles.

Artikel 231 är den första artikeln i den åttonde delen av Versaillesfördraget, och är det avsnitt som fastställer att det är Tyskland och Tysklands bundsförvanter som bär det fullständiga ansvaret för alla förluster och skador som de allierade åsamkats genom kriget, och att detta krig var följden av ett tyskt angrepp. Att skulden så entydigt lades på det kejserliga Tyskland innebar att landet isolerades i den internationella gemenskapen, i och med att Tyskland fick agera syndabock även för de överträdelser som begåtts av andra europeiska stater under kriget.
När villkoren presenterades i maj 1919 blev de tyska sändebuden chockade. De ville inte godta artikel 231 som de såg som en förolämpning mot Tysklands ära. Den tyske rikskanslern Philipp Scheidemann avgick i juni hellre än att underteckna fördraget, men den tyske regeringschefen Friedrich Ebert lät meddela att armén inte klarade av att återuppta kriget. Fördraget undertecknades den 28 juni. Den amerikanske utrikesministern Robert Lansing beskrev de tyska delegaterna vid undertecknandet:
| ” | Det var som att se någon underteckna sin egen dödsdom. Likbleka och med darrande händer skrev de snabbt sina namn och ledsagades därefter tillbaka till sina platser. | „ |

Artikeln kallas ibland skuldparagrafen, och användes som motivering till det enorma krigsskadestånd som de allierade något år senare utkrävde av Tyskland. Skuldfrågan, tillsammans med krigsskadeståndet och den internationella isoleringen var tre viktiga faktorer bakom den radikalisering av tysk inrikespolitik som sedermera ledde fram till nazisternas maktövertagande 1933 och det andra världskriget. 
Av fredsfördraget många artiklar var det ingen som orsakade så stora protester i Tyskland, som artikel 231. Förluster av landområden, städer och kolonier och dessutom kraftiga restriktioner av den tyska krigsmakten och ett stort krigsskadestånd – men än mer att Tyskland och dess allierade getts hela skulden. I Tyskland ansåg många att orsaken till kriget var de allierades strävan att begränsa Tysklands ekonomiska expansion och geopolitiskt låsa in landet mellan allierade, en politik som mer eller mindre tvingade ut Tyskland i krig. Weimarrepublikens Tyskland accepterade aldrig artikeln, och försökte länge visa att den baserades på felaktigheter. Inom det tyska utrikesdepartementet upprättades en särskild enhet, Kriegsschuldreferat, som hade till uppgift att organisera och finansiera en mer tyskvänlig bild av skuldfrågan. Mellan 1922 och 1927 publicerades fyrtio volymer material, av vilka några senare har bevisats vara propaganda med låg sanningshalt.